# Питишево (Аликовский район)
Пи́тишево (чув. Питӗшкасси) — деревня в Аликовском муниципальном округе Чувашской Республики. Являлась административным центром Питишевского сельского поселения до его упразднения в 2022 году.

## Общие сведения о деревне
Улицы: Мира, Прибрежная, Войкова. В настоящее время село в основном газифицировано. Рядом с деревней протекает речка Сорма.

### География
Питишево расположено северо-западнее административного центра Аликовского района на 8 км.

### Климат
Климат умеренно континентальный с продолжительной холодной зимой и тёплым летом. Средняя температура января −12,9 °C, июля 18,3 °C, абсолютный минимум достигал −44 °C, абсолютный максимум 37 °C. За год в среднем выпадает до 552 мм осадков.

### Демография
Население чувашское — 197 человек (2006 г.), из них большинство женщины.

## История
С 1 ноября 1927 года деревня в составе Аликовского района, а 20 декабря 1962 года включена в Вурнарский район. С 14 марта 1965 года — снова в Аликовском районе.

## Связь и средства массовой информации
- Связь: ОАО «Волгателеком», Би Лайн, МТС, Мегафон. Развит интернет ADSL технологии.
- Газеты и журналы: Аликовская районная газета «Пурнăç çулĕпе» — «По жизненному пути». Языки публикаций: Чувашский, Русский.

- Телевидение:Население использует эфирное и спутниковое телевидение, за отсутствием кабельного телевидения. Эфирное телевидение позволяет принимать национальный канал на чувашском и русском языках.